# Geografía de Polinesia Francesa

Mapa detallado de Polinesia Francesa

La Polinesia Francesa se extiende sobre 4 167 km² emergidos dispersos en 2,5 millones de km² de océano con 4 500 km de costas.

## Situación
Tahití se encuentra a :[precisión necesaria]
- 3 900 km de Auckland,
- 4 700 km de Nouméa,
- 5 700 km de Sídney,
- 6 200 km de Los Ángeles,
- 7 500 km de Santiago de Chile de Chile
- 8 800 km de Tokio,
- 17 100 km de París.

## Composición
Se compone 118 islas repartidas en cinco archipiélagos :
- las Islas Australes :
  - Rapa,
    - Raivavae,
    - Rimatara,
    - Rurutu,
    - Tubuai,
    - Marotiri,
    - islas María.
- el Archipiélago de la Sociedad, el más poblado, compuesto por :
  - Islas de Barlovento :
    - Tahití,
    - Maiao,
    - las islas elevadas de Mehetia,
    - Moorea,
    - el atolón Tetiaroa.

  - Islas Sotavento :
    - Raiatea,
    - Tahaa,
    - Huahine,
    - Bora Bora,
    - Maupiti.
- el Archipiélago de las Tuamotu
- el Archipiélago de las Gambier
- Islas Marquesas

## Tipología de las islas
Las islas son de naturaleza volcánica o coralina. Su topografía permite clarificarlas en islas elevadas o bajas, dependiendo de que la barrera coralina rodee o no un edificio volcánico. No obstante, algunas islas elevadas son atolones levantados.

### Las islas elevadas con reborde coralino
En Tahití, el arrecife está separado del volcán sobre la fachada oeste (arrecife barrera con laguna), mientras que la fachada oriental presenta un pequeño arrecife discontinuo. Esta falta de simetría ha sido atribuida a las diferencias de exposición a las olas: la cara de la isla expuesta al viento, que padece los alisios implicaría un menor desarrollo del arrecife coralino. Pero no debe excluirse la influencia de la tectónica : un basculamiento de la isla siguiendo un eje NW-SE explicaría también en parte esta diferencia. La ausencia de arrecife sobre la costa es amplia la exposición a los fenómenos naturales de las poblaciones : las olas ciclónicas, y también las mareas ligadas a los tsunamis, que son dos o tres veces más elevadas que sobre la fachada occidental (hasta 3,5 m en 1960).

### Las islas elevadas sin reborde coralino
Se trata de costas con elevados riscos (350 a 400 m en Nuku Hiva, archipiélago de las Marquesas), flanqueadas por placas coralinas pero con una de plataforma de erosión marina estrecha. Estas islas tienen muchos puntos en común con los paisajes litorales de las Islas Canarias o de los Abrolhos de Bahía (Brasil). Ua Huka es una isla de clima relativamente seco y con una vegetación litoral escasa: el paisaje terroso domina la zona, con tonos rojos-color ladrillo cuando los edificios volcánicos son relativamente jóvenes  (0,6 a 2 Millones de años), y rojo oscuro o negro cuando los edificios son más antiguos (2,6 a 3,6 Millones de años).

### Las islas bajas: atolones
Estos atolones son mesas de calcáreas coralinas que descansan sobre un altiplano volcánico : en las Tuamotu, la meseta basáltica se encuentra entre 1.500 y 2.000 metros de profundidad y las estructuras coralinas pueden alcanzar un espesor de hasta 2.000 metros hasta la superficie (Rangiroa). La corona coralina del atolón tiene un perfil disimétrico que opone una pendiente externa fuertemente inclinada (40 a 70°) y pavimentada de restos coralinos cimentados, a una cubeta más o menos profunda (laguna). Entre ambos, la capa coralina está compuesta de una zona interna y externa, separada por acumulaciones de restos coralinos (motu). Sobre plano, los motus son más o menos longitudinales y a menudo están separados por pasos de aguas profundas o superficiales (hoa) que permiten la comunicación de las aguas oceánicas y lacustres. La tectónica litosférica local incide directamente sobre los paisajes naturales de las islas bajas; en algunas ocasiones se produce alzamiento del atolón, que sobrepasa el nivel del mar y da lugar a la creación de un arrecife en barrera que bordea la capa coralina expuesta. En Makatea, el alzamiento de coral elevó a la antigua laguna a más de 100 metros de altitud. Un paisaje de karst tropical se desarrolla entonces rápidamente, y los acantilados resultantes comienzan a formar aberturas por la acción de las aguas subterráneas (endokarst).
A  gran escala, los datos oceanográficos y biológicos se combinan sutilmente y afectan a la morfología de las capas coralinas de los atolones.  La presencia de una capa de algas rosas sobre el margen oceánico de la capa externa se vincula directamente a la amplitud de las mareas: cuando la amplitud de las mareas es débil (menos de 50 cm), la capa de algas calcáreas está muy desarrollada (Tuamotu  occidental) ; cuando esta amplitud sobresale de un metro, la capa desaparece (Tuamotu oriental) probablemente debido a un periodo de desecación demasiado largo durante la marea baja.

### Un paisaje a medias: el casi atolón
Se trata de los últimos instantes de vida supramarina del volcán. El estado de casi-atolón es uno entre los dos estadios que ilustran la agonía de la construcción volcánica bajo una capa de coral.La isla de Clipperton es el ejemplo arquetípico. Si el hundimiento y la desaparición son inevitables, el ritmo es aceptable a la escala humana y los vestigios del nivel marino elevado durante el holoceno son todavía bien visibles. En este estadio, la laguna tiene una amplitud espacial considerable en comparación con las tierras emergidas. 